# Dee Gordon
Devaris Gordon (ur. 22 kwietnia 1988) – amerykański baseballista występujący na pozycji drugobazwoego, łącznika oraz środkowozapolowego w Seattle Mariners.

## Przebieg kariery
Gordon został wybrany w 2008 roku w czwartej rundzie draftu przez Los Angeles Dodgers i początkowo występował w klubach farmerskich tego zespołu, między innymi w Albuquerque Isotopes, reprezentującym poziom Triple-A. W Major League Baseball zadebiutował 6 czerwca 2011 w meczu przeciwko Philadelphia Phillies jako pinch runner.
W lipcu 2014 po raz pierwszy otrzymał powołanie do Meczu Gwiazd. W sezonie 2014 zaliczył najwięcej triple'ów (12) i skradł najwięcej baz (64) w MLB. W grudniu 2014 w ramach wymiany zawodników przeszedł do Miami Marlins.
W sezonie 2015 zanotował najlepszą średnią w National League (0,333), skradł najwięcej baz (58) i zaliczył najwięcej uderzeń w MLB. Ponadto po raz pierwszy otrzymał Złotą Rękawicę i Silver Slugger Award. 29 kwietnia 2016 został zawieszony przez władze ligi na 80 meczów, ze względu na stosowanie niedozwolonych substancji zwiększających wydajność.
W grudniu 2017 w ramach wymiany zawodników przeszedł do Seattle Mariners. Sezon 2018 rozpoczął na pozycji środkowozapolowego, jednak po zawieszeniu na 80 meczów Robinsona Canó w maju, Gordon został przesunięty na drugą bazę.

## Nagrody i wyróżnienia
| Nagroda/wyróżnienie  | Lata       | Źródło |
| 2× All-Star          | 2014, 2015 | [ 4 ]  |
| Gold Glove Award     | 2015       | [ 1 ]  |
| Silver Slugger Award | 2015       | [ 1 ]  |